# Gorontalo
Gorontalo é uma das províncias da Indonésia, localizada na ilha de Celebes. Gorontalo foi desmembrada da província de Celebes do Norte em dezembro de 2000.

A província divide-se em quatro distritos (Bonebolango, Gorontalo, Boalemo, e Pohuwato) e uma cidade (Gorontalo, localizado a 0°34′N 123°4′L). O nome Gorontalo pode se referir à província, ao distrito e à cidade. A capital da província de Gorontalo é a cidade de Gorontalo. A área da província de Gorontalo é de 12 215 km², e sua população em 2004 era de 887 000 habitantes.

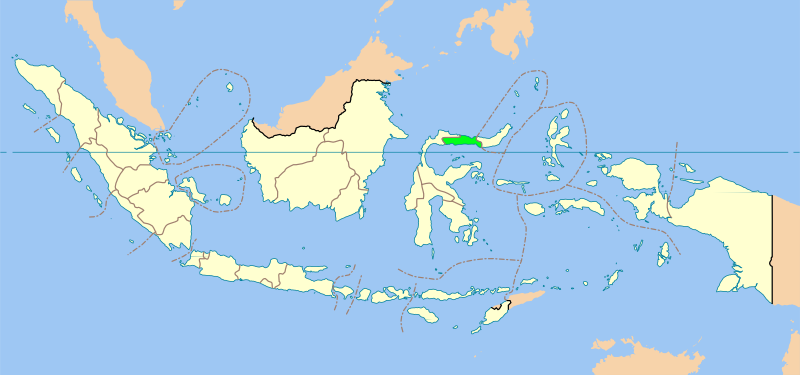
A província de Gorontalo